# Solo City
Solo City ist ein Wohnhochhäuser-Komplex mit 126 Wohnungen im Stadtteil Viršuliškės der litauischen Hauptstadt Vilnius zwischen Pilaitės prospektas und Vilniaus vakarinis aplinkkelis, eines der modernen und großen Wohnbauprojekte des Stadtteils.
Der Wohnkomplex besteht aus drei Mehrfamilienhäusern mit 6 Stockwerken und einem Untergeschoss. Die Gebäude befinden sich auf dem sog. urbanistischen Hügel der Stadt, neben den Bürogebäuden Grand Office und Duetto, unweit von Wohnkomplexen Skylum und Viršuliškių Porelė. Das Territorium des Komplexes beträgt 3,5 ha.
Die Adresse lautet Viršuliškių skg. 26, LT-05131 Vilnius.

## Geschichte
Die Baugenehmigung wurde am 20. Dezember 2013 erteilt. Das Projekt entwickelte das litauische Bauunternehmen AB „YIT Kausta“ von 2014 bis 2017. Seit dem 19. November 2013 besteht die Wohnungseigentümergemeinschaft DNSB „Solo City“ (Daugiabučių namų savininkų bendrija „Solo City“). Sie verwaltet die Häuser.

## Einrichtung
Es wurden dreischichtige Außenwände, Innenwände, HCS-Platten, Massivdecken, Balkonplatten verwendet und Aufzugsschächte eingerichtet. In den Wohnungen gibt es das Belüftungssystem „Aereco“. Es hat Lüftungsöffnungen mit Feuchtigkeitssensoren, die automatisch arbeiten und die erforderliche Menge an Frischluft hereinlassen. In den Mehrfamilienhäusern sind Ein- (40 m²), Zwei- (54,71 m²), Drei-Zimmer-Wohnungen (68 m²). Die Größe der Lager beträgt 3–4 m². Die Parkplätze bieten Stellplätze für Autos der Einwohner. Jedes Haus verfügt über separate Parkplätze und eine Tiefgarage. Jede Wohnung hat einen eigenen Balkon. Das Territorium des Hauses ist teilweise eingezäunt. Im Innenhof befindet sich ein Kinderspielplatz.